# Brebu, Caraș-Severin
Brebu là một xã thuộc hạt Caraș-Severin, România. Dân số thời điểm năm 2002 là 1339 người.